# Дебат
Дебатът (от френски, un débat) е продължително обсъждане и разискване на даден въпрос с един или повече събеседници.
Дебатът, в самата си същност, е форма на излагане на даден аргумент, в който първо се разглежда едната страна на въпрос или твърдение, а после се обсъжда и противоположната гледна точна (антитеза). Може да последва и по-нататъшно опровергаване от страна на другите събеседници, докато се предложи достатъчно основателна причина и на двете страни за направата на коментар и даване на предложение.
Синоним – дискусия. И двата термина събират в себе си значение на структурирано упражнение, с което се занимаваме непрекъснато. При професионалните дебати има определено време за всеки говорещ, а главната му цел е да защити дадена теза. Всичко това се прави с цел да се разгледат всички страни по даден въпрос и публиката да придобие лична позиция с ясен характер. След това публиката може да изрази мнението си под формата на индивидуални изказвания в подкрепа или в опровержение на едната или другата страна. Възможен вариант е и крайно гласуване от името на публиката, с помощта на което се взема решение дали да се подкрепи или да отхвърли предложението/въпросът, който е бил предмет на разискване в дебата.
Всеки дебат би трябвало да има и установени правила, които му придават висока стойност.

## История
Дебатите в различни форми имат дълга история и могат да бъдат проследени до философските и политически дебати на Древна Гърция, като Атинската демокрация или Шастрарта в Древна Индия. Съвременните форми на дебат и създаването на дебатни общества се появяват през епохата на Просвещението през 18 век.

### Във Франция
Телевизионният дебат преди втория тур на президентските избори във Франция между двамата кандидати за президент, останали след първия тур, е традиционно събитие за обществото. Този дебат се провежда от президентските избори през 1974 г. насам. Не е проведен на президентските избори през 2002 г., когато Жак Ширак отказва да участва в дебат с Жан-Мари Льо Пен. Най-прочути си остават дебатите през 1974 г. и 1981 г. между Валери Жискар д'Естен и Франсоа Митеран.

### В САЩ
Прочута е поредицата от дебати, проведени през 1858 г. между Ейбрахам Линкълн и Стивън Арнолд Дъглас по време на предизборната кампания за изборите за сенатор, спечелени от Дъглас.
През 1920 г. във Вашингтон се провежда т.нар. „Голям дебат“ или Дебат между Шепли и Къртис: това е дебат между астрономите Харлоу Шепли и Хебър Къртис относно истинската природа на галактиките и размера на наблюдаваната вселена.
Запомнен е и телевизионният дебат между Ричард Никсън и Джон Фицджералд Кенеди по време на президентските избори в САЩ през 1960 г.

### В Русия
През 1959 г. в Москва се развива т.нар. „кухненски дебат“ между тогавашния вицепрезидент на САЩ Ричард Никсън и съветския партиен и държавен ръководител Никита Хрушчов. Това е импровизирана дискусия за достойнствата на съответните им икономически системи, капитализма и комунизма.

## Съвременните ученически състезания по дебатиране

### Формат: Ученически дебат (World Schools)
Форматът цели развитие на аналитичното мислене, задълбочаване на общата култура на участниците в различни сфери и подобряване на уменията им за публично говорене. Възможно е част от темите да са предварително обявени. Така учениците могат да се подготвят за защита или отхвърляне на дадена идея.
Участват два отбора – утвърждаващ и отрицаващ. Всеки отбор се състои от трима говорители с различни роли. Всяка реч е с продължителност 8 минути. Изключение са т. нар. реплай (от английски reply) речи, които траят 4 минути.

### Формат: Британски парламентарен стил
Участват четири отбора с по двама дебатьори. Два от отборите са утвърждаващи, а другите два – отрицаващи.

## Игра „Дебати“
През 2017 г. в България са организира състезание по дебати, с фокус новите технологии.